# 野沢鶏一
野沢 鷄一（のざわ けいいち 旧字体：野澤 雞一 、嘉永5年（1852年） - 昭和7年（1932年）7月23日）は、法律家・弁護士・税関職員・判事・伝記編著者・会津藩士。陸奥国野沢村（現福島県耶麻郡西会津町）出身。石川暎作の従兄。幼名は九八郎。日本の法整備について多大な貢献を行った。

## 生涯
1866年に渡部思斎が設立した「研幾堂」で学ぶ。
1867年、長崎で医学の勉強を志す。義兄・小林源次郎を訪ね、山本覚馬の洋学校を聞き、義兄の推薦で臨時藩士に採用され京都にて師の覚馬の元に学ぶ。
1868年、鳥羽・伏見の戦いが始まり、薩摩藩兵に捕らわれ、山本覚馬と共に京都薩摩藩邸に幽閉される。幽閉中に、覚馬の建白書『管見』を口述筆記した。しかし、この間虐待により足に障害を負った。その後、山本覚馬と共に大赦により釈放された。覚馬から見聞を学ぶように言われた。
1870年、大阪開成所へ入学。1871年、修文館で学び、同校教頭の星亨と交流を深めた。『英国法律全書』を星と共に翻訳し、法整備の先駈けを行った。同年、星の推薦で大蔵省に入り、税関職員長を歴任。
1877年、弁護士となり、渡米し、アメリカのエール大学で法律学を学ぶ。帰国後、星の義妹と結婚し、星の政治活動を支えた。
1882年、自由民権運動にまつわる福島事件において星と一緒に弁護活動を行う。
1889年、再渡米し、ニューヘーベン法科大学で学ぶ。帰国後、神戸裁判所判事や、銀座で公証人事務所（役場）を設けた。墓所は池上本門寺。

## 人物
- 薩摩藩に師である山本覚馬と共に幽閉された時は17歳であるが、口述筆記を行い、一句ずつ書きとめ、読ませ訂正させ、一ヶ月かけて22項目の建白書を完成させ『管見』を新政府宛へ提出し、岩倉具視や西郷隆盛も敬服した覚馬の口述を書き綴った。
- 山本覚馬の弟子の一人として同志社大学の支援や交流を行った。

## 編著
- 『星亨とその時代 1・2』平凡社（東洋文庫）、1984年、のちワイド版

新版（川崎勝・広瀬順晧校注）、ISBN 978-4582804379 & ISBN 978-4582804386

## TV
- NHK大河ドラマ「八重の桜」 演：小林優斗